# Yzeure
Yzeure is een gemeente in het Franse departement Allier (regio Auvergne-Rhône-Alpes). De gemeente telde 12.670 inwoners op 1 januari 2022. De plaats maakt deel uit van het arrondissement Moulins.
De gemeente vormt een stedelijk geheel met Moulins. Tot omstreeks 1300 lag het economisch zwaartepunt in Yzeure, maar dit verplaatste zich naar Moulins dat gunstiger gelegen was aan de Allier. Tot de 19e eeuw vormde de landbouw de belangrijkste economische sector. Daarnaast was er ook productie van bakstenen en dakpannen. Geleidelijk verstedelijkte de gemeente met de uitbreiding van Moulins en de komst van industrie en overheidsdiensten. Yzeure werd een stadswijk twee km ten oosten van het centrum van Moulins.

## Geografie
De oppervlakte van Yzeure bedroeg op 1 januari 2022 43,24 vierkante kilometer; de bevolkingsdichtheid was toen 293 inwoners per km².
De onderstaande kaart toont de ligging van Yzeure met de belangrijkste infrastructuur en aangrenzende gemeenten.

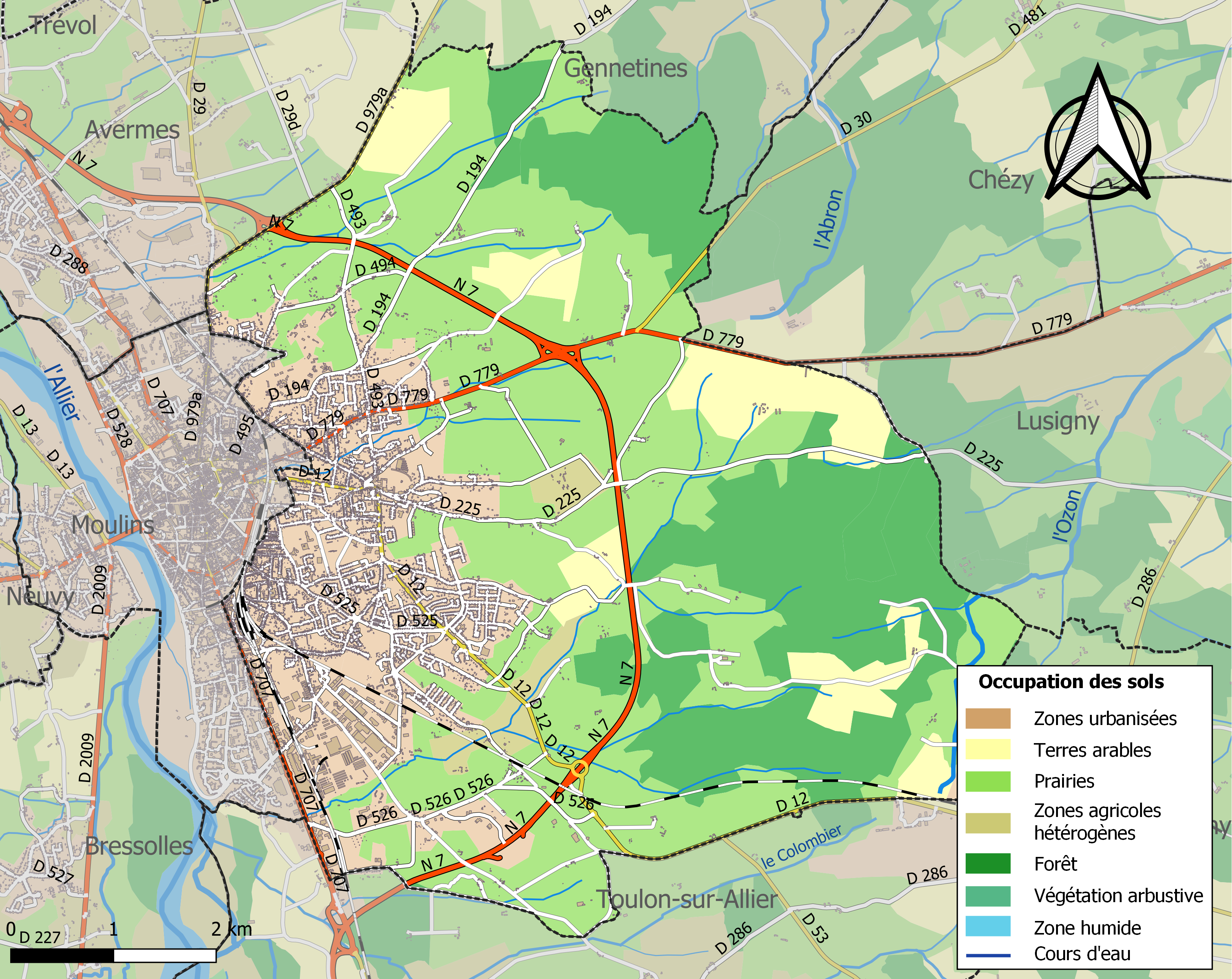

## Demografie
Onderstaande figuur toont het verloop van het inwonertal (bron: INSEE-tellingen).
Vanwege een beveiligingsprobleem met de MediaWiki Graph-software is het momenteel niet mogelijk deze grafiek weer te geven. Zodra de software is bijgewerkt zal de grafiek vanzelf weer zichtbaar worden.

## Bezienswaardigheden

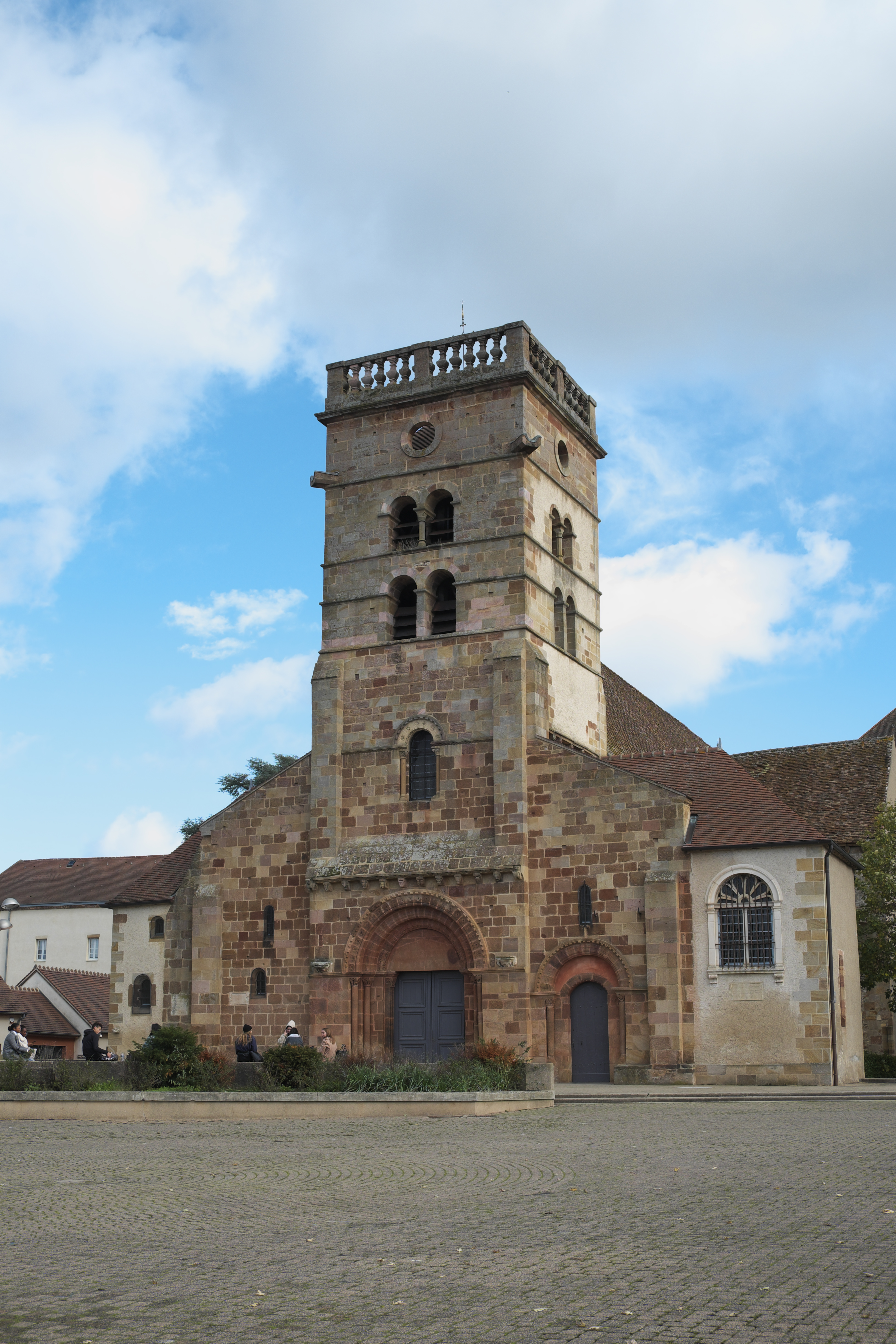
Kerk Saint-Pierre

De romaanse kerk Saint-Pierre gaat terug tot de 9e eeuw maar is grotendeels 12e-eeuws. Het kerkmeubilair is uit de 14e tot de 17e eeuw. De moderne kerk Sainte-Jeanne d'Arc is uit 1972. Het Château de Panloup is 18e-eeuws en het Château de Bellevue is van het einde van de 19e eeuw. Andere kastelen zijn het Château de Bagueux en het Château des Preux met een 16e-eeuwse kapel.

## Sport
- AS Yzeure, voetbalclub